# Marco VII di Alessandria
Papa Marco VII o Abba Marcos VII (Ossirinco, ... – Egitto, 18 maggio 1769) è stato un vescovo cristiano orientale egiziano, 106º Papa di Alessandria e Patriarca della Sede di San Marco.
Si unì al Monastero di Sant'Antonio in giovane età, quindi si trasferì nel Monastero di San Paolo eremita, dove divenne monaco e fu ordinato sacerdote. Quando Papa Giovanni XVII morì, fu scelto per succedergli. Papa Marco VII fu ordinato papa e patriarca di Alessandria domenica 24 pashon del 1461 del calendario copto (30 maggio 1745) nel giorno della festa dell'ingresso di Cristo in Egitto.
Papa Marco VII fu contemporaneo dei sultani ottomani Mahmud I, Osman III e Mustafa III.
Ordinò un vescovo generale dell'Alto Egitto per guidare i suoi cristiani. Ordinò anche HG Giovanni (Yoannis) XIV come 104° metropolita dell'Etiopia.
Papa Marco VII occupò il trono di San Marco per 23 anni, 11 mesi e 18 giorni. Morì il 12 pashons del 1485 del calendario copto (18 maggio 1769), mentre risiedeva in un monastero nel Maadi. Fu sepolto nelle tombe dei Patriarchi nella chiesa di San Mercurio. Il trono papale rimase vacante per 5 mesi e 5 giorni.